# Miguel Capuccini
Miguel Capuccini (Montevidéu, 5 de janeiro de 1904 - 9 de junho de 1980 ) foi um antigo futebolista uruguaio. Fez parte como suplente do selecionado uruguaio campeão mundial de 1930. Atuou como goleiro, principalmente no Peñarol, clube que foi campeão uruguaio em 1928,1929 e 1932.
Ele também defendeu a Celeste Olímpica no Campeonato Sul-Americano em 1927, realizado em Lima, em que ficou com o vice-campeonato.